# Race of Champions 1999
Race of Champions 1999 kördes på Kanarieöarna 1999.
- Plats:  Kanarieöarna
- Datum: 1999
- Segrare:  Didier Auriol
- Segrare i Nations Cup:  Team Finland